# Свети Бенедикт (Истанбул)
Вижте пояснителната страница за други значения на Свети Бенедикт.
„Свети Бенедикт“, известна също и като „Сен Беноа“ (на турски: Saint Benoit Kilisesi) е най-старата действаща католическа църква в Истанбул, Турция.
Построена като част от основан през 1427 година бенедиктински манастир, през XVI век църквата е спасена от превръщане в джамия с намесата на френския крал Франсоа I, след което изпълнява функциите на параклис на френското посолство в Константинопол. По-късно манастирът е администриран от йезуитите и лазаристите, а в началото на XIX век към него е създаден Лицеят „Сен Беноа“, който става едно от най-престижните училища в града.